# Ichneutes aborigen
Ichneutes aborigen är en stekelart som beskrevs av Sergey A. Belokobylskij 1990. Ichneutes aborigen ingår i släktet Ichneutes och familjen bracksteklar. Inga underarter finns listade i Catalogue of Life.